# Federația Română de Natație și Pentatlon Modern
Federația Română de Natație și Pentatlon Modern (F.R.N.P.M.) este autoritatea sportivă care coordonează activitățile din natație din România.

## Scurt istoric
- la 21 decembrie 1930 a fost înființată Federația Română de Natație (F.R.N.), asociindu-se și la cele două organisme internaționale (F.I.N.A. și L.E.N.). La scurt timp, F.R.N. a publicat un regulament de înot, a constituit o comisie medicală, a introdus fișa individuală a înotătorului, iar din 1932 timpii în concurs se înregistrau cu cronometre oficiale.

- 1933: F.R.N. se afiliază la Uniunea Federațiilor Sportive din România (UFSR).

- În anul 1938 funcționau 59 de grupări sportive cu 3800 de sportivi legitimați în natație.

- 1940: se înființează Organizația Sportului Român, care desființează federațiile și creează în locul lor directorate, înotul fiind cuprins împreună cu sporturile nautice; F.R.N. se unește cu Federația Română de Sporturi Nautice (FRSN), formând Federația Română de Sporturi pe Apă (FRSA).

- 1948: federțtia se restructurează devenind secție a Direcției Tehnice a ASP.

- 1949-1957: în această perioadă a funcționat "Inspecția de Natație" în cadrul Direcției Instruirii Sportive din CCFS (de pe lângă Consiliul de Mininiștri) și Comisia Centrală de Natație.

- 1958: F.R.N. funcționează în cadrul UCFS, în 1967 în cadrul CNEFS, apoi din 1990 Ministerului Sporturilor,  Ministerul Tineretului și Sportului și al ANS (Agenția Națională de Sport).

- 1990: polo pe apă se desprinde din structura F.R.N. constituindu-și propria federație, Federația Română de Polo)

- 1998: în structura F.R.N. a fost preluată și ramura de Pentatlon Modern, devenind Federația Română de Natație și Pentatlon Modern (FRNPM).

- În anul 2001, federația s-a reorganizat confom prevederilor Legii Educației Fizice și Sportului Nr. 6, din 28 aprilie 2000. [1]

Sediul actual al F.R.N.P. M. este în București, Str. Maior Coravu Nr. 34 - 36, Sector 2, iar Președinte este Camelia Potec.